# Stefan Schröder

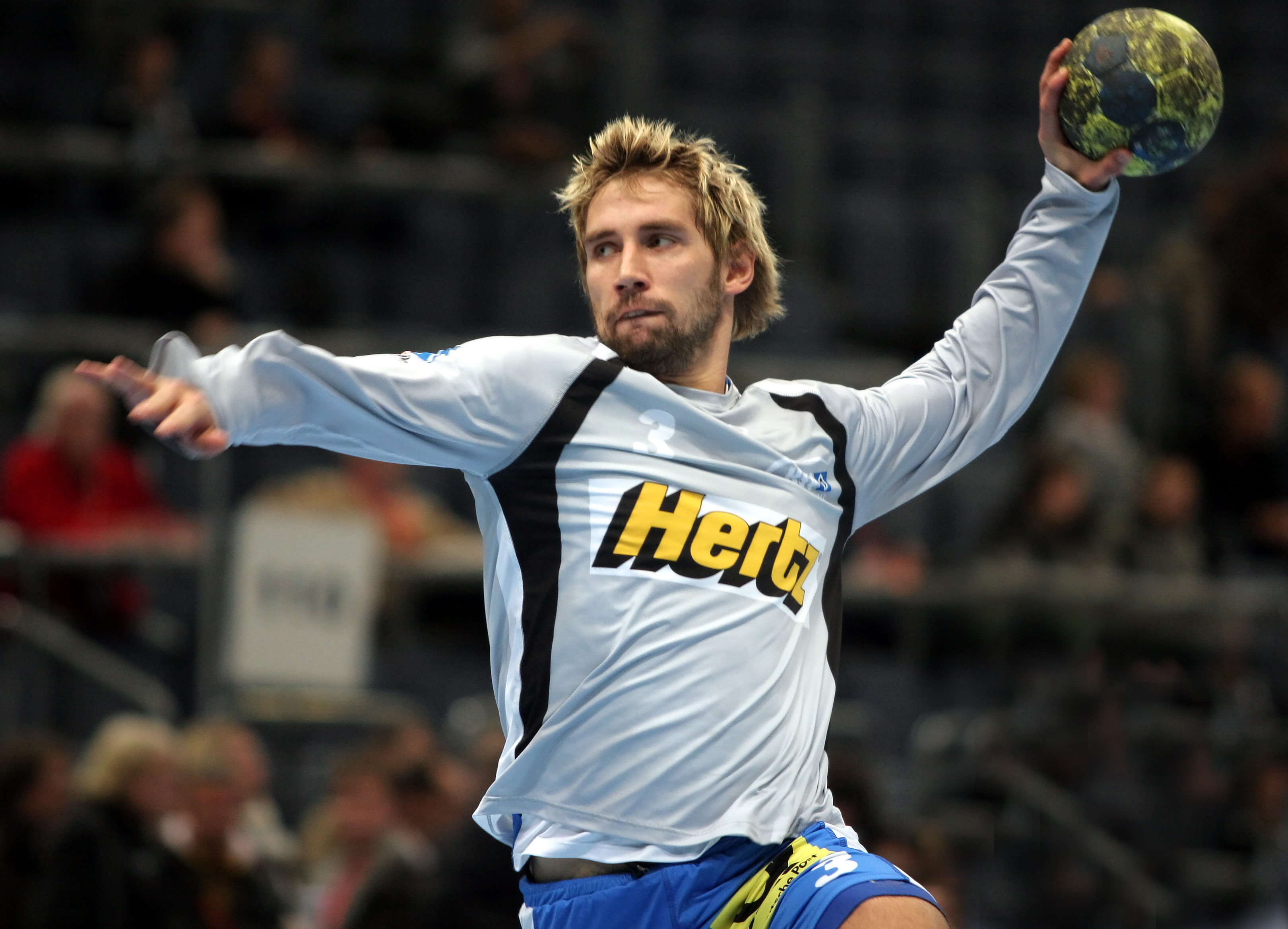
Stefan Schröder med HSV Hamburg i december 2008.

Stefan Schröder, född 17 juli 1981 i Schwerin i dåvarande Östtyskland, är en tysk tidigare handbollsspelare (högersexa).
Sedan den 6 juni 2009 innehar Schröder Bundesligarekordet för antalet mål av en spelare i en och samma match. I säsongens sista match för HSV Hamburg, mot Stralsunder HV inför 10 528 åskådare i hemmaarenan Color Line Arena, gjorde Schröder 21 mål, varav 3 på straffkast. Matchen slutade 43–16. HSV Hamburgs fanklubb heter "Fanclub 21" som en hyllning till Schröder, som representerade klubben i 14 raka säsonger.

## Klubbar
- SV Post Schwerin (–1999)
- SG Flensburg-Handewitt (1999–2004)
- HSG Düsseldorf (2004–2005)
- HSV Hamburg (2005–2019)

## Meriter
- Champions League-mästare 2013 med HSV Hamburg
- Cupvinnarcupmästare två gånger: 2001 (med SG Flensburg-Handewitt) och 2007 (med HSV Hamburg)
- Tysk mästare två gånger: 2004 (med SG Flensburg-Handewitt) och 2011 (med HSV Hamburg)
- Tysk cupmästare fyra gånger: 2003 och 2004 (med SG Flensburg-Handewitt) samt 2006 och 2010 (med HSV Hamburg)